# Domain name registry
O Domain Name Registry, também chamado Network Information Center (português: Núcleo de Informação e Coordenação), mais conhecido pelo seu acrónimo NIC é parte do Sistema de Nomes de Domínios (DNS). Consiste num grupo de pessoas, uma entidade ou uma instituição encarregada de designar domínios da internet abaixo de seu domínio de rede, sejam eles genéricos ou de países, a pessoas naturais ou empresas, que mediante um DNS podem montar sitios de Internet mediante um provedor de hospedagem.
Basicamente, existe um NIC para cada código de país no mundo e esse NIC é o responsável por todos os domínios com terminação correspondente a esse país, por exemplo: NIC.br é o encarregado de todos os domínios com terminação .br, que é a terminação correspondente a domínios do Brasil. Em Portugal, essa função é desempenhada pela [].